# Razlitje kemikalij Sandoz
Razlitje kemikalij v skladišču Sandoz je bila velika okoljska katastrofa, katerega vzrok je bil požar in njegovo širjenje, ki je zajelo agrokemično skladišče podjetja Sandoz v Schweizerhallu, Basel-Landschaft v Švici, 1. novembra 1986. V zrak so se sprostile strupene agrokemične snovi in povzročile veliko škodo, saj so nekatere snovi vstopile v reko Ren, ki je postala rdeče barve. Kljub temu, da se je situacija v nekaj letih vzpostavila na prvotno raven, so kemikalije povzročile ogromno smrtnost divjih živali, med drugim so pomorile velik del evropske populacije jegulje v Renu. Med razlitimi snovmi so bile sečnina, fluorescenta barvila, organofosforni insekticidi, živosrebrove spojine in organoklorini. Med največjimi onasnaževalci vode so dinitro- orto- kresol, organofosfatne kemikalije propetamfos, paration, disulfoton, tiometon, etrimphos in fenitrotion, kot tudi organoklorove metoksuron.
Vzrok požara ni bil nikoli dokazan.
Vincent Cannistraro, nekdanji uradnik obveščevalnega programa ZDA, je leta 2000 izjavil, da je sovjetski KGB odredil vzhodnonemški službi Stasi, naj sabotira kemične tovarne. Po njegovem mnenju je bil cilj te operacije, odvrneiti pozornost od černobilske katastrofe, ki se je zgodila šest mesecev pred tem v Ukrajini. Švicarski organi so razmišljali o ponovnem odprtju preiskave.
V odziv na katastrofo je Sandoz uvedel ukrepe za zdravje, varnost in okolje ter nove postopke za obvladovanje tveganja in izrednih razmer, vključno z revizijo. Sčasoma je Sandoz ustvaril sistem Sustainability Performance Management znan kot doCOUNT 2.0 Sustainability Performance Management Suite.